# Marques Batista de Abreu
Marques Batista de Abreu (vzdevek Marques), brazilski nogometaš, * 12. februar 1973, Guarulhos, Brazilija.
Za brazilsko reprezentanco je odigral 13 uradnih tekem in dosegel štiri gole.